# Stanisław Witkiewicz
Stanisław Witkiewicz (Pašiaušė, 8 maggio 1851 – Lovran, 5 settembre 1915) è stato un pittore, architetto e scrittore polacco, celebre per aver teorizzato e successivamente realizzato lo Stile Zakopane.

## Biografia

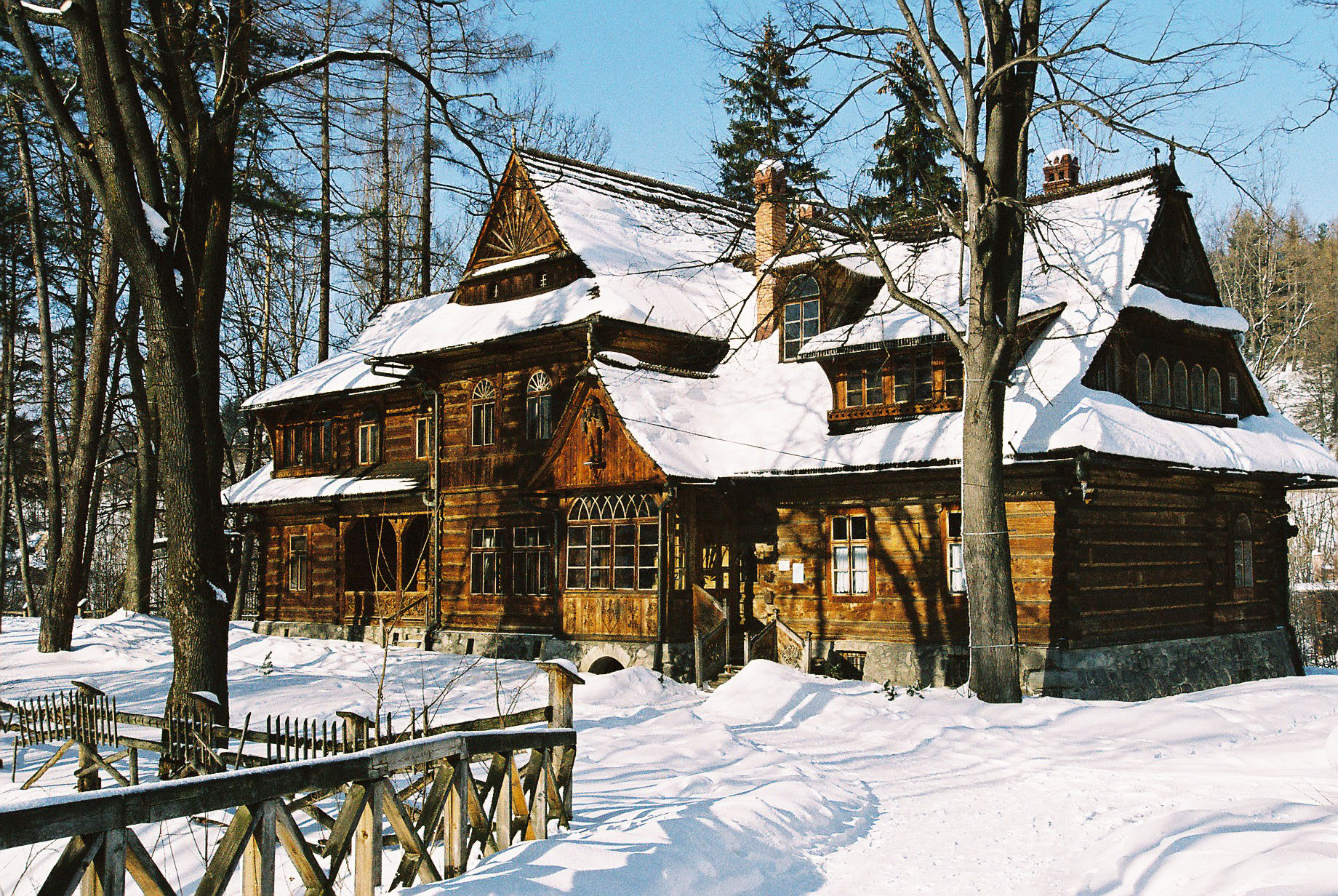
Villa Koliba, costruita e arredata nello Stile Zakopane

Witkiewicz nacque nel villaggio di Poszawsze Pašiaušė, oggi in Lituania, al tempo parte dell'Impero Russo, dato che il territorio orientale della Confederazione polacco-lituana era stato annesso a tale Impero in seguito alle spartizioni e all'annessione del Regno del Congresso da parte dell'Impero Russo .
Witkiewicz studiò a San Pietroburgo tra il 1869 e il 1871, poi a Monaco di Baviera tra il 1872 e il 1875.
L'aumentare del turismo nella città di Zakopane, sui monti Tatra, nel sud della Polonia, e la relativa costruzione di case di villeggiatura negli stili architettonici delle varie nazionalità dei proprietari, lo spinse a ideare uno stile che fosse univoco, non solo per la città ma anche per la nazione. Dato che la città-laboratorio fu Zakopane, lo stile fu chiamato Stile Zakopane, il cui primo esempio è Villa Koliba.
Ebbe un figlio, Stanisław Ignacy Witkiewicz, che divenne un famoso pittore, scrittore e filosofo, conosciuto anche con lo pseudonimo "Witkacy".
Nel 1908, sofferente di tubercolosi, Witkiewicz lasciò la famiglia a Zakopane per trasferirsi a Laurana, un lussuoso resort in quella che al tempo era l'Austria-Ungheria, oggi in Croazia. Qui morì nel 1915.

## Opere

### Architetture
- Villa Koliba, Zakopane (1892).

### Pitture
Alcune opere scelte dell'autore:

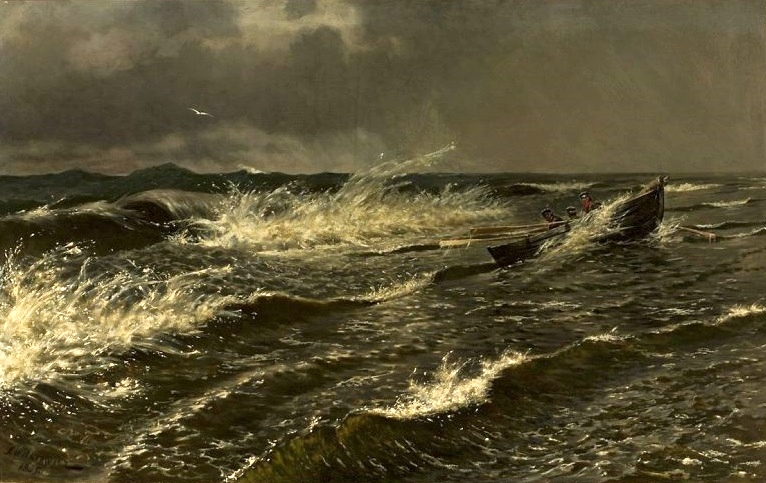
Sul Baltico a Palanga, Museo Nazionale di Cracovia
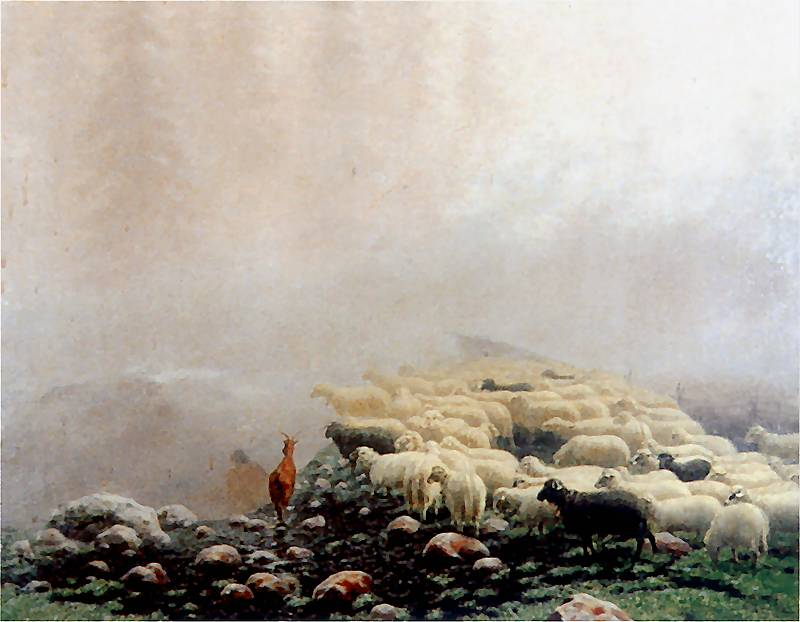
Pecora nella nebbia
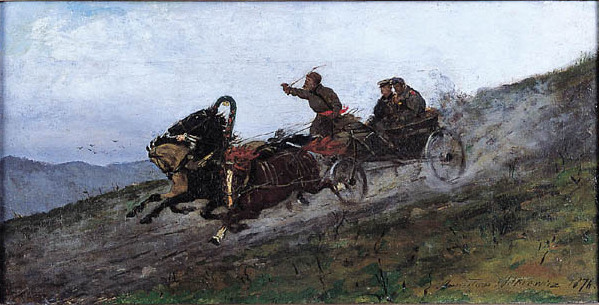
Siberian Troika
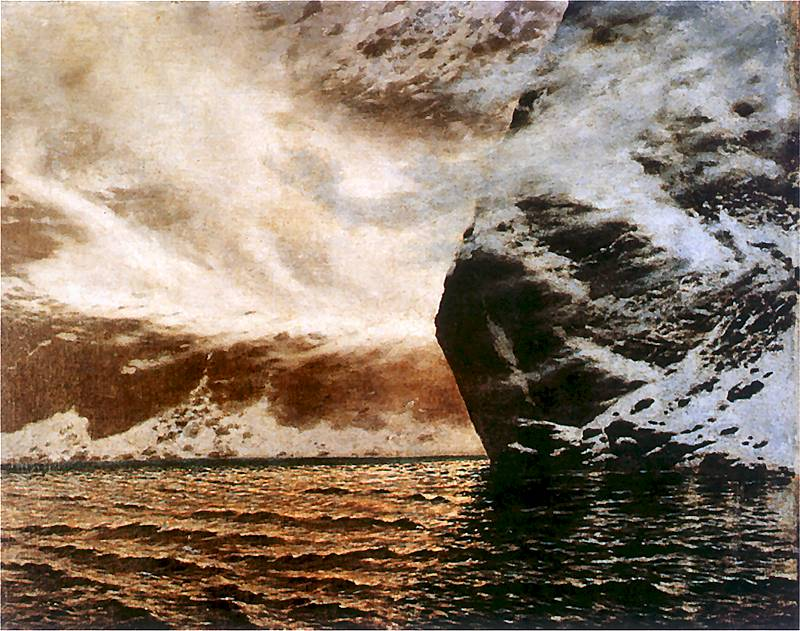
Stagno nero, Museo Nazionale di Cracovia